# Wen Wei Po

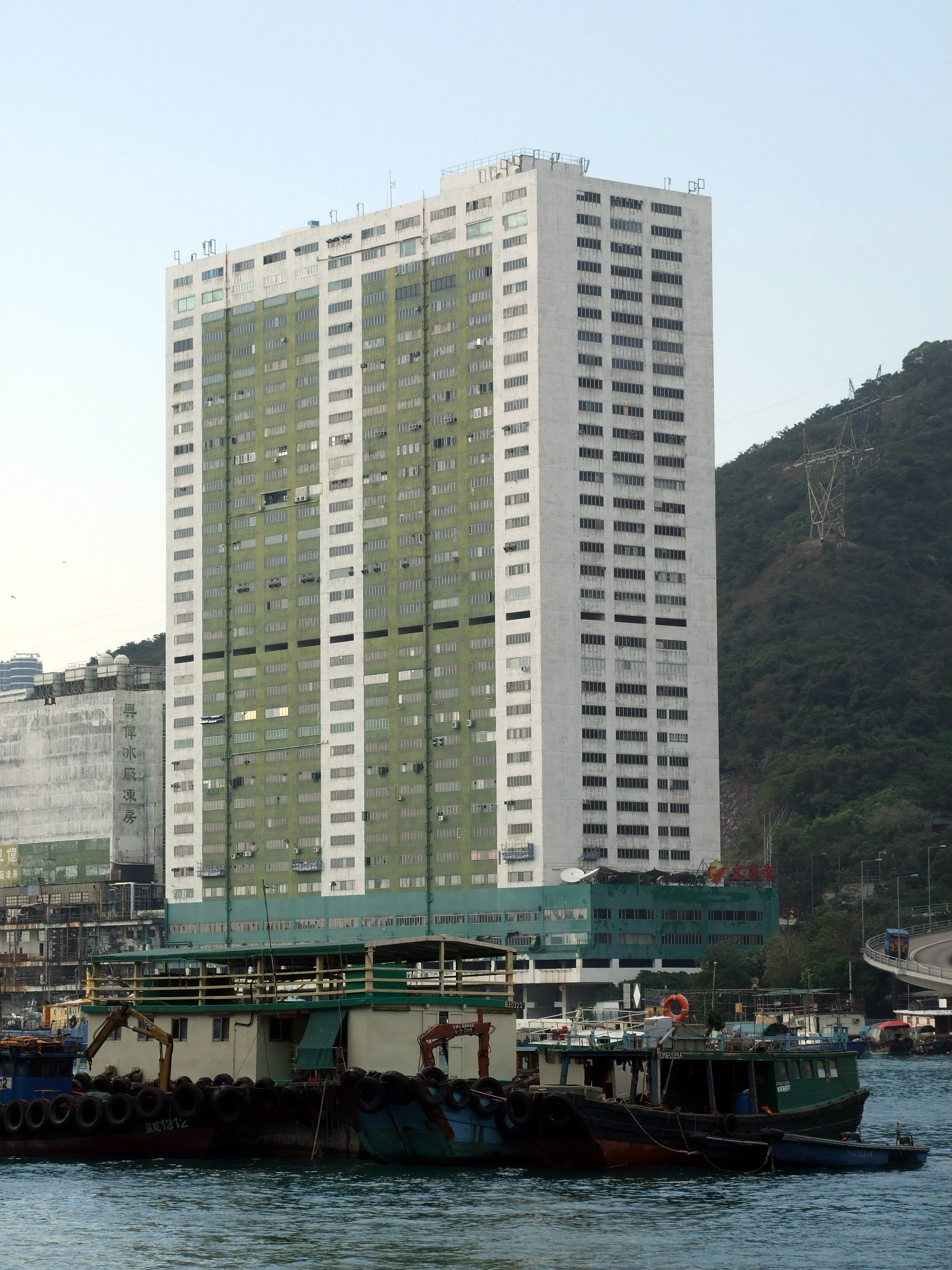
Hing Wai Centre, der Hauptsitz von Wen Wei Po

Wen Wei Po (chinesisch 文匯報 / 文汇报, Pinyin Wénhuì Bào, Jyutping Man4wui6 Bou3) ist eine pro-peking orientierte staatliche im Broadsheet-Format erscheinende Zeitung mit Sitz in Hongkong. Die Zeitung wurde am 9. September 1948 in Hongkong gegründet, zehn Jahre nach der Einführung ihres Pendants in Shanghai Wenhui bao im Jahr 1938. Der Hauptsitz der Zeitung befindet sich im Hing Wai Centre (興偉中心) an der südwestlichen Küste auf der Insel Hongkong im Ortsteil Aberdeen.
Die Zeitung gehört der Ta Kung Wen Wei Media Group, die vom Verbindungsbüro der chinesischen Regierung in Hongkong kontrolliert wird. Wen Wei Po wird von der chinesischen Regierung subventioniert und setzt sich für sie ein.:139 Wen Wei Po macht weniger als 1 Prozent der Leserschaft Hongkongs aus.:139 Die Zeitung wird hauptsächlich auf dem chinesischen Festland und von der älteren Generation aus Hongkong gelesen.:20
In einer öffentlichen Meinungsumfrage der Chinesische Universität Hongkong aus dem Jahr 2019 bezüglich der Glaubwürdigkeit bezahlter Zeitungen aus Hongkong, belegte Wen Wei Po den vorletzten Platz.

## History
Wen Wei Po wurde im Januar 1938 in Shanghai gegründet. Die Hongkong-Ausgabe erschien erstmals am 6. September 1948.
In den 1980er Jahren nutzte die Xinhua News Agency, die de facto als chinesische Botschaft in Hongkong fungierte, ihre Kontrolle über Wen Wei Po, um Chinas Garantie „Ein Land, zwei Systeme“ widerzuspiegeln, nachdem die Souveränität über Hongkong 1997 an China übertragen wurde.:123 1989 veröffentlichte Wen Wei Po einen Leitartikel, in dem er die Volksbefreiungsarmee für ihr Vorgehen gegen Demonstranten auf dem Platz des Himmlischen Friedens kritisierte. Lee Tze-chung, seit 1951 Präsident der Zeitung, wurde entlassen, und Chefredakteur Kam Yiu-yu ging in die Vereinigten Staaten ins Exil. Nach den Entlassungen erhielt Wen Wei Po finanzielle Unterstützung von der chinesischen Regierung, um das Image Chinas nach dem militärischen Vorgehen in Peking wiederherzustellen.:124

## Weblink
- Offizielle Website (Hongkonger Ausgabe der Wen Wei Po, chinesisch)